# 福浜村
福浜村（ふくはまそん）は、かつて岡山県御津郡に存在した村である。1900年3月31日までは御野郡に属していた。

## 概要
旭川下流右岸の平地に位置し、元々は児島と本州の間の海であり、大部分が江戸時代に干拓によって開かれた。
明治維新の際には浜野村・浜田村・平福邑・福島村・尾上新田・福富村・福成村・福田村・青江新田といった諸村があり、尾上新田は延宝元年に、青江新田は元禄2年に、それ以外は寛永年間に開墾された。また浜野村は鹿田荘の一部であった。
村名の福浜は合併各村名を参互折衷して命名された。
旧村域は現在、青江1〜5丁目・神田町2丁目・十日市東町・十日市中町・十日市西町が北区に、それ以外は南区に属する。

## 沿革
- 1875年（明治8年）3月 - 浜田村と平福邑が合併して洲崎村となる。福島村と支村の尾上新田が合併して福島村となる。福田村と支村の青江新田が合併して福田村となる。
- 1883年（明治16年）2月15日 - 連合戸長役場制度発足により、御野郡第十部戸長役場を洲崎村に設置し、同村および浜野村・福島村・福富村・福成村・福田村を管轄[4]。
- 1889年（明治22年）6月1日 - 町村制の施行により、第十部戸長役場管轄区域の6村が合併して村制施行し、福浜村が発足。旧村名を継承した6大字を編成し、役場を洲崎に設置[5]。
- 1896年（明治29年） - 役場を福富に移転[5]。
- 1899年（明治32年）8月1日 - 北隣にあった古鹿田村より大字豊成及び大字青江の全域並びに大字十日市の一部を編入し、大字浜野の一部を岡山市に編入する[6]。このときから9大字となる[5]。
- 1900年（明治33年）4月1日 - 津高郡と御野郡が合併し御津郡となる。
- 1931年（昭和6年）4月1日 - 岡山市に編入。同日福浜村廃止。

## 合併後
村政時の9大字は岡山市の大字として継承されたが、その後以下のように変更された。
洲崎は1963年から1976年にかけて洲崎1〜3丁目・富浜町・平福1〜2丁目・福島1丁目・福浜西町・三浜町1〜2丁目となった。
浜野は1976年に浜野1〜4丁目・新福1〜2丁目・洲崎1丁目・富浜町・豊浜町となった。
福島は1963年から1976年にかけて福島1〜4四丁目・千鳥町・並木町2丁目・平福2丁目・福吉町・松浜町・三浜町1丁目・若葉町となった。
福富は1976年に福富中1〜2丁目・福富西1〜3丁目・福富東1〜2丁目・新福1〜2丁目・洲崎1〜2丁目・富浜町・豊成3丁目・浜野4丁目となった。
福成は1963年から1977年にかけて福成1〜3丁目・浦安本町・千鳥町・南輝1丁目・福富東2丁目・福浜西町・松浜町・三浜町2丁目となった。
福田は一部が2015年に芳泉3〜4丁目となった。
青江は一部が1970年から1976年にかけて十日市西町・豊成2〜3丁目となり、残余は1998年に青江1〜6丁目となった。
豊成は一部が1976年に豊成1〜3丁目・福富西1丁目・福富西3丁目・新福1丁目・豊浜町・福田となり、残余は2013年に泉田2丁目・豊成3丁目となった。
十日市は1969年から1970年にかけて十日市東町・十日市中町・十日市西町・青江・神田町2丁目となった。

## 行政

### 戸長
- 郡区町村編制法施行後（1878年9月 - 1883年2月）
  - 洲崎村：濱謙造
  - 浜野村：新谷周三
  - 福島村：河向彈壽郎
  - 福富村：武田利総平
  - 福成村：人見長四郎
  - 福田村：佐藤伊興太

- 御野郡第十部戸長役場（1883年2月 - 1889年5月）：虫明次郎

### 歴代村長
| 代         | 氏名       | 就任年月日                 | 退任年月日                | 備考           |
| ---------- | ---------- | -------------------------- | ------------------------- | -------------- |
| 初         | 武田利作   | 1889年（明治22年）7月7日   | 1892年（明治25年）4月21日 |                |
| 2-3        | 中野敬三   | 1892年（明治25年）4月27日  | 1900年（明治33年）1月4日  | 病死により辞職 |
| 4          | 中野寿吉   | 1900年（明治33年）1月9日   | 1901年（明治34年）9月4日  |                |
| 5          | 内田泰三郎 | 1901年（明治34年）10月25日 | 1902年（明治35年）12月9日 | 病気のため辞職 |
| 6-8        | 佐藤馬之丞 | 1902年（明治35年）12月27日 | 1911年（明治44年）8月17日 |                |
| 9          | 佐藤馬之丞 | 1911年（明治44年）10月10日 | 1915年（大正4年）8月23日  |                |
| 10-        | 佐藤馬之丞 | 1915年（大正4年）10月11日  | 不詳                      |                |
| 参考文献 - |            |                            |                           |                |

## 教育
- 福浜尋常高等小学校（現・岡山市立福浜小学校）

## 出身者
- 西山冨佐太（政治家・衆議院議員、1889年 - 1972年）
- 人見絹枝（陸上競技選手、1907年 - 1931年）